# Premier League (Nigeria)
De Nigerian Professional Football League (NPFL) is de hoogste voetbalcompetitie in het Afrikaanse land Nigeria. De competitie is in 2004 ontstaan uit een fusie van de vorige hoogste divisie - de Nigerian League en twee eerste divisies: de Nigerian Division 1-A en de Nigerian Division 1-B.

## Teams in het seizoen 2010/2011
- Bukola Babes
- Crown FC
- Dolphins
- Enugu Rangers
- Enyimba
- Gombe United
- Heartland
- JUTH FC
- Kaduna United
- Kano Pillars
- Kwara United
- Lobi Stars
- Niger Tornadoes
- Ocean Boys
- Plateau United
- Sharks FC
- Shooting Stars
- Sunshine Stars
- Warri Wolves
- Zamfara United

## Winnaars
| - 1972: Mighty Jets FC (Jos) - 1973: Bendel Insurance FC (Benin City) - 1974: Enugu Rangers International (Enugu) - 1975: Enugu Rangers International (Enugu) - 1976: Shooting Stars FC (Ibadan) - 1977: Enugu Rangers International (Enugu) - 1978: Racca Rovers (Kano) - 1979: Bendel Insurance FC (Benin City) - 1980: Shooting Stars FC (Ibadan) - 1981: Enugu Rangers International (Enugu) - 1982: Enugu Rangers International (Enugu) - 1983: Shooting Stars FC (Ibadan) - 1984: Enugu Rangers International (Enugu) - 1985: New Nigeria Bank (Benin City) - 1986: Leventis United (Ibadan) |  | - 1987: Iwuanyanwu Nationale (Owerri) - 1988: Iwuanyanwu Nationale (Owerri) - 1989: Iwuanyanwu Nationale (Owerri) - 1990: Iwuanyanwu Nationale (Owerri) - 1991: Julius Berger FC (Lagos) - 1992: Stationery Stores (Lagos) - 1993: Iwuanyanwu Nationale (Owerri) - 1994: BCC Lions FC (Gboko) - 1995: Shooting Stars FC (Ibadan) - 1996: Udoji United FC (Awka) - 1997: Eagle Cement (Port Harcourt) - 1998: Shooting Stars FC (Ibadan) - 1999: Lobi Stars (Makurdi) - 2000: Julius Berger FC (Lagos) - 2001: Enyimba FC (Aba) |  | - 2002: Enyimba FC (Aba) - 2003: Enyimba FC (Aba) - 2004: Dolphin FC (Port Harcourt) - 2005: Enyimba FC (Aba) - 2006: Ocean Boys FC (Brass) - 2007: Enyimba FC (Aba) - 2008: Kano Pillars FC (Kano) - 2009: Bayelsa United FC (Yenegoa) - 2010: Enyimba FC (Aba) - 2011: Dolphin FC (Port Harcourt) - 2012: Kano Pillars FC (Kano) - 2013: Kano Pillars FC (Kano) - 2014: Kano Pillars FC (Kano) - 2015: Enyimba FC (Aba) - 2016: Enugu Rangers International (Enugu) |  | - 2017: Plateau United (Jos) - 2018: Geen winnaar - 2019: Enyimba FC (Aba) - 2020: Geen winnaar |

## Statistieken kampioenen (1972–2020)
| Club                        | Titels | Club                   | Titels |
| --------------------------- | ------ | ---------------------- | ------ |
| Enyimba FC                  | 8      | BCC Lions              | 1      |
| Enugu Rangers International | 7      | Leventis United Ibadan | 1      |
| Shooting Stars              | 5      | Mighty Jets FC         | 1      |
| Iwuanyanwu Nationale        | 5      | New Nigeria Bank       | 1      |
| Kano Pillars FC             | 4      | Plateau United         | 1      |
| Dolphin FC                  | 3      | Racca Rovers           | 1      |
| Bendel Insurance FC         | 2      | Stationery Stores      | 1      |
| Julius Berger FC            | 2      | Udoji United FC        | 1      |
| Ocean Boys FC               | 1      | Bayelsa United FC      | 1      |
| Lobi Stars                  | 1      |                        |        |